# 中山親綱
中山 親綱（なかやま ちかつな）は、戦国時代から安土桃山時代にかけての公卿。中山家14代当主。

## 生涯
叙爵の翌日である永禄元年4月25日（1558年5月13日）に元服した。2年後の永禄3年（1560年）に従五位上に叙せられてからは3年ごとに昇叙し、天正4年（1576年）に参議となり公卿の一員となる。天正6年7月1日（1578年8月4日）、直衣始を行う。天正8年（1580年）11月、賀茂社の行事を天皇に言上する賀茂伝奏に補任され、天正15年（1587年）まで務めた。同年からは武家伝奏の一人として、豊臣秀吉と朝廷の間をつないだ。
慶長3年（1598年）に薨去した。享年55歳。法名は常照院真月想空。

## 系譜
- 父：中山孝親
- 母：五辻諸仲の娘
- 妻：白川雅業王の娘（? - 1618）[2]
  - 長男：慶親（1567 - 1618）
  - 次男：為親（1575 - 1610） - 中山冷泉家の祖
  - 男子：憲応（? - 1617） - 醍醐寺報恩院
  - 娘：親子（1576 - 1608） - 後陽成天皇典侍
  - 娘：女子（? - ?） - 今出川季持室
  - 娘：女子

## 官歴
- 永禄元年4月24日（1558年5月12日）、従五位下・侍従
- 永禄3年1月15日（1560年2月11日）、従五位上
- 永禄3年1月22日（1560年2月18日）、左近衛少将
- 永禄6年1月5日（1563年1月28日）、正五位下
- 永禄9年1月6日（1566年1月27日）、従四位下
- 永禄12年1月5日（1569年1月21日）、従四位上
- 元亀2年12月19日（1572年1月4日）、正四位下
- 元亀4年1月5日（1573年2月7日）、左近衛中将へ転任、蔵人頭
- 元亀4年4月23日（1573年5月24日）、正四位上
- 天正4年1月11日（1576年2月10日）、参議、左近衛中将は如元
- 天正5年12月18日（1578年1月25日）、従三位
- 天正7年11月17日（1579年12月5日）、権中納言
- 天正7年11月23日（1579年12月11日）、正三位
- 天正10年12月15日（1583年1月8日）、従二位
- 天正13年1月19日（1585年2月18日）、権大納言
- 天正14年1月6日（1586年2月24日）、正二位